# The Avalanches
The Avalanches är en musikgrupp från Melbourne, Australien. De slog igenom runt millennieskiftet med albumet Since I Left You. Bandet har även gjort EP:n El Producto och fristående låtar, bland annat "A Different Feeling" och "Electricity". Gruppen har haft ett flertal medlemmar, men de mest tongivande från start, och de som fortfarande utgör gruppen är duon Robbie Chater och Tony Di Blasi. 
Bandet har även släppt flera singlar. Singeln "Frontier Psychiatrist" från Since I Left You uppmärksammades för sin väldigt speciella musikvideo. 2005 började The Avalanches arbeta på ett andra album, men arbetet drog ut på tiden. Först 2016 släppte gruppen sitt andra studioalbum, Wildflower. Liksom det första albumet fick det ett gott mottagande och det nådde förstaplatsen på albumlistan i Australien. Det listnoterades i flera andra länder, men på mer blygsamma placeringar.

## Diskografi

### Studioalbum
- 2000 – Since I Left You
- 2016 – Wildflower
- 2020 – "We Will Always Love You"

### EP
- 1997 – El Producto